# Hôtel de Samerey
L’hôtel de Samerey, est un hôtel particulier de style Renaissance française, datant du XVIe siècle, situé 19 Rue du Petit Potet, à Dijon, et inscrit monument historique depuis le 10 février 1946.

## Description générale
La façade de l'hôtel, de type Renaissance française, comporte deux cartouches sur lesquels est visible la devise « Lors suffira », ainsi qu'une triple fenêtre sculptée à feuilles d'acanthe et têtes de lion, au premier étage.

Au fond de la cour principale, et perpendiculaire au corps central, se dressent les anciennes écuries, surmontées d'un grenier à foin.

Enfin, de vastes caves voûtées se trouvent sous l'hôtel.

## Historique
Construit en 1541, à la demande du tabellion Simon Viard, l'hôtel demeure propriété de la famille jusqu'en 1700, date à laquelle il est vendu à Edme Lamy, procureur à la Chambre des Comptes, receveur des épices, receveur général du taillon de Bourgogne, secrétaire du roi et marquis de Laperrière, qui le réaménage: un  pavillon est construit le long de la rue, formant ainsi une aile en retour, afin d'abriter un escalier desservant plus noblement les étages.
Le nom de l'hôtel est peut-être lié à Antoine Bénigne Lamy de Samerey, conseiller au Parlement de Dijon et fils du précédent, qui hérite ce village du marquisat de Laperrière, vers 1735.   
Vendu comme bien national à la Révolution, à un vinaigrier, puis à des marchands de vin.
En 1947, la ville de Dijon achète l'hôtel, qui accueille des bureaux de la Conservation régionale des bâtiments de France, avant d'être vendu, en 1975, à des particuliers.

## Plaque d'information

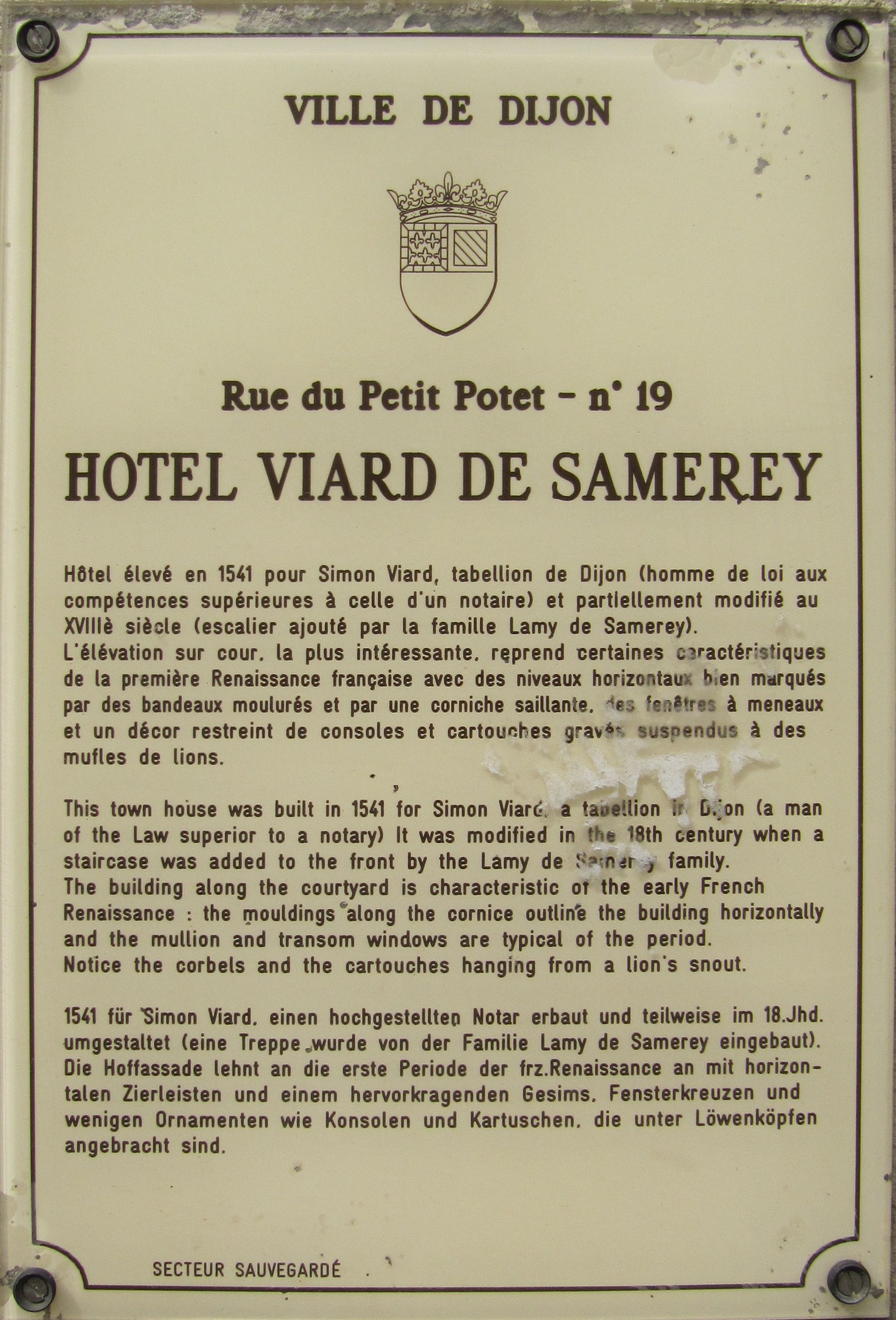
Plaque d'information trilingue (français, anglais, allemand)